# 8167 Ішіі
8167 Ішіі (8167 Ishii) — астероїд головного поясу, відкритий 14 лютого 1991 року.
Тіссеранів параметр щодо Юпітера — 3,492.